# Tetramesa gibsoni
Tetramesa gibsoni är en stekelart som beskrevs av T.C. Narendran 1994. Tetramesa gibsoni ingår i släktet Tetramesa och familjen kragglanssteklar. Inga underarter finns listade i Catalogue of Life.